# 戴维·索利斯
戴维·詹姆斯·索利斯，FRS（英語：David James Thouless，1934年9月21日—2019年4月6日），英国凝聚体物理学家，与邓肯·霍尔丹及约翰·科斯特利茨因“在物质的拓扑相变和拓扑相领域的理论性发现”而获得2016年的诺贝尔物理学奖，并曾获得沃尔夫奖。

## 教育经历
索利斯曾就读于温切斯特公学，并在剑桥大学三一学堂取得学士学位，而后在康奈尔大学获得博士学位，博士导师是汉斯·贝特。

## 职业生涯
索利斯曾在加州大学伯克利分校当过博士后，1965年至1978年间担任伯明翰大学数学物理学教授 ，1979年至1980年于耶鲁大学任应用科学教授，1980年起于华盛顿大学任物理学教授。索利斯在原子、电子以及核子扩展系统方面做出大量贡献，所研究领域包括超导现象、核物质性质以及原子核内受激集体运动。

### 发表文献选录
- Kosterlitz, J. M.; Thouless, D. J. . Journal of Physics C: Solid State Physics. 1973, 6 (7): 1181–1203. doi:10.1088/0022-3719/6/7/010.
- Thouless, D. J.; Kohmoto, M.; Nightingale, M.; den Nijs, M. . Physical Review Letters. 1982, 49 (6): 405. doi:10.1103/PhysRevLett.49.405.
- Thouless, D. J. . World Scientific. 1998. ISBN 9789814498036.
- Thouless, D. J. . Dover Books on Physics revised. Courier Corporation. 2014. ISBN 9780486493572.

## 所获荣誉
索利斯于1979年被遴选为英国皇家学会会士，并当选美国文理科学院院士、美国物理学会会员及美国国家科学院院士。同时他还曾获得沃爾夫物理學獎（1990）、英国物理学会颁发的狄拉克奖、美国物理学会颁发的拉斯·昂萨格奖（2000）以及诺贝尔物理学奖（2016）。